# De Aarde en haar Volken
De Aarde en haar Volken was een Nederlands geïllustreerd blad met wetenschappelijke en culturele reisverslagen.
Het blad verscheen vanaf 1865 tot 1940 in losse wekelijkse en maandelijkse afleveringen met verslagen van reizigers en avontuurlijke wetenschappers die per jaar konden worden gebundeld tot naslagwerken. Het blad werd geïllustreerd met gravures en in latere edities foto's. Het blad had verschillende ondertitels. Aanvankelijk was dat Geïllustreerd Volksblad, toen Geïllustreerd Volksboek, daarna Maandblad voor Land- en Volkenkunde en ten slotte: Geïllustreerd Maandblad gewijd aan Land- en Volkenkunde.

## Illustraties

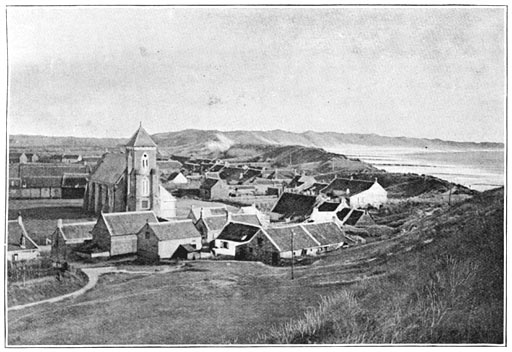
Het dorpje Zoutelande, 1906
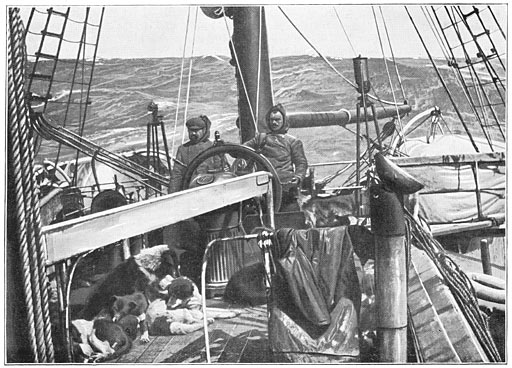
Aan de Zuidpool, 1913
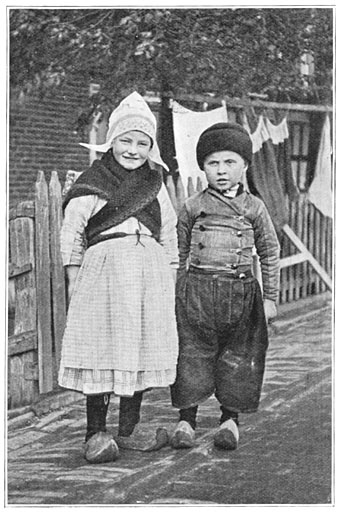
Aardig expressief kindertype
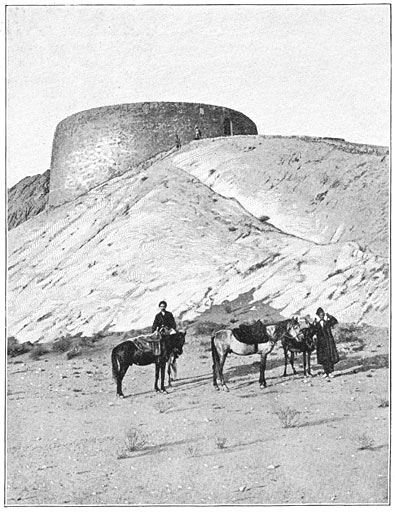
Doodentoren van de Zoroastriërs